# Дискографія Led Zeppelin
Дискографія британського рок-гурту Led Zeppelin складається з дев'яти студійних альбомів, трьох концертних альбомів, дев'яти збірок, шістнадцяти синглів, восьми
цифрових завантажень, трьох пісень у чартах та двох відео-альбомів. До складу створеного 1968 року в Лондоні гурту увійшли гітарист Джиммі Пейдж, вокаліст Роберт Плант, басист Джон Пол Джонс та барабанщик Джон Бонем. Гурт першим використав концепцію альбомно-орієнтованого року та часто відмовлявся випускати популярні пісні у формі синглів. Їхній дебютний альбом Led Zeppelin (1969), випущений Atlantic Records, зайняв шосту позицію в UK Albums Chart та десяту сходинку в американському Billboard 200. Він отримав чимало сертифікацій, зокрема 8 разів був визнаний платиновим за версією RIAA та отримав діамантову відзнаку від Music Canada. Другий студійний альбом Led Zeppelin II записали під час туру і він вишов через кілька місяців після першого. Він посів першу сходинку у чартах кількох країн, включаючи Велику Британію та США, де альбом 12 разів визнавався платиновим. До альбому увійшов найуспішніший сингл гурту «Whole Lotta Love», який піднявся у топ-10 в кількох музичних чартах. Led Zeppelin III (1970) мав легше звучання та більше фольклору у своїй основі, порівняно з попередніми релізами гурту. Він також піднявся на першу позицію у чартах Великої Британії та США.
Безіменний четвертий альбом Led Zeppelin, також званий Led Zeppelin IV, вийшов 8 листопада 1971 року і став найбільш комерційно успішним альбомом гурту. Він отримав 23 платинові відзнаки від RIAA, що є третім найвищим результатом серед усіх альбомів. П'ятий альбом гурту, випущений 1973 року, отримав назву Houses of the Holy і знову посів верхні сходинки чартів та 11 разів був визнаний платиновим RIAA. 1974 року гурт заснував власний лейбл Swan Song Records, який згодом видав решту альбомів Led Zeppelin. Першим був подвійний альбом Physical Graffiti, який отримав 16 платинових сертифікацій від RIAA. Однак сьомий альбом Presence (1976) не показав таких самих високих результатів, як попередні релізи, й отримав від RIAA 3 платинові відзнаки. 20 жовтня 1976 року Led Zeppelin випустив свій перший концертний фільм The Song Remains the Same. Запис відбувався під час трьох нічних концертів на Медісон-сквер-гарден у Нью-Йорку та впродовж Північноамериканського туру Led Zeppelin 1973 року. Восьмий альбом In Through the Out Door отримав 6 відзнак платинового. Це останній альбом, випущений гуртом перед смертю Джона Бонема, який помер 1980 року від нещасного випадку, спричиненого зловживанням алкоголем. Після цього випадку гурт розпався.
1982 року Led Zeppelin випустив альбом Coda, збірку уривків з попередніх записів гурту, але він досі вважається студійним альбомом. З часу свого розпаду гурт видав чимало компіляцій та концертних альбомів, створених на основі старих записів концертів, зокрема How the West Was Won, який посів першу сходинку чарту Billboard, та Mothership, сім композицій з якого стали цифровими завантаженнями. Того ж дня вийшов повний каталог Led Zeppelin, який став доступний у цифрових магазинах, у тому числі в iTunes Store. «Stairway to Heaven», яка ніколи не виходила окремим синглом, стала однією з пісень, доступних у цифрових магазинах. Гурт продав понад 300 мільйонів копій альбомів у всьому світі, включаючи 111,5 мільйонів сертифікованих одиниць у Сполучених Штатах.

## Альбоми

### Студійні альбоми
| 1969                                                                                     | Led Zeppelin I Випущений: 12 січня Лейбл: Atlantic Формат: CS, CD, LP            | 11 | 10 | 6 | 32 | —  | 16 | —  | —  | 19 | —  | — | — | —  | 9 | —  | 21 | RIAA 8× 8 000 CRIA 800 000 BPI 600 000 ARIA 140 000 IFPI SWI 15 000 SNEP 100 000          |
| 1969                                                                                     | Led Zeppelin II Випущений: 22 жовтня Лейбл: Atlantic Формат: CS, CD, LP          | 1  | 1  | 1 | 1  | 2  | 2  | —  | 1  | 3  | —  | — | — | 2  | 3 | —  | 76 | RIAA 12 000 CRIA 9× 720 000 BPI 4× 1 200 000 BVMI 200 000 ARIA 4× 280 000 IFPI AUT 10 000 |
| 1970                                                                                     | Led Zeppelin III Випущений: 5 жовтня Лейбл: Atlantic Формат: CS, CD, LP          | 1  | 1  | 1 | 3  | —  | 3  | 1  | 3  | 4  | —  | — | — | 1  | 1 | —  | 68 | RIAA 6× 6 000 BVMI 100 000 ARIA 210 000 SNEP 100 000 IFPI 15 000                          |
| 1971                                                                                     | ''''' Випущений: 8 листопада Лейбл: Atlantic Формат: CS, CD, LP                  | 1  | 2  | 1 | 9  | 7  | 3  | 2  | 7  | 2  | 56 | 2 | 8 | 2  | 2 | 34 | 57 | 23 000 9× 1 600 000 6× 1 800 000 200 000 300 000 9× 630 000 30 000                        |
| 1973                                                                                     | Houses of the Holy Випущений: 28 березня Лейбл: Atlantic Формат: CS, CD, LP      | 1  | 1  | 1 | 8  | 3  | 4  | 4  | 3  | 3  | —  | 9 | 8 | —  | 1 | —  | 81 | 11 000 300 000 100 000                                                                    |
| 1975                                                                                     | Physical Graffiti Випущений: 24 лютого Лейбл: Swan Song Формат: CS, CD, LP       | 1  | 1  | 1 | 17 | 2  | 4  | —  | 7  | 2  | —  | 6 | 2 | —  | 2 | 3  | 67 | 16 000 BPI 600 000 100 000 210 000                                                        |
| 1976                                                                                     | Presence Випущений: 24 лютого Лейбл: Swan Song Формат: CS, CD, LP                | 16 | 1  | 1 | 27 | —  | 4  | 8  | 5  | 5  | —  | — | — | —  | 4 | 8  | 78 | RIAA 3 000 BPI 300 000                                                                    |
| 1979                                                                                     | In Through the Out Door Випущений: 15 серпня Лейбл: Swan Song Формат: CS, CD, LP | 1  | 1  | 1 | 28 | 20 | 14 | 17 | 20 | 7  | —  | — | 5 | 19 | 3 | 1  | 3  | RIAA 6× 6 000 BPI 300 000 ARIA 140 000                                                    |
| 1982                                                                                     | Coda Випущений: 19 листопада Лейбл: Swan Song Формат: CS, CD, LP                 | 3  | 6  | 4 | 43 | —  | 18 | —  | —  | 17 | —  | — | — | —  | 9 | 7  | 13 | RIAA 1 000 BPI 60 000                                                                     |
| " — " позначає релізи, які не ввійшли в чарти, або не були видані на вказаній території. |                                                                                  |    |    |   |    |    |    |    |    |    |    |   |   |    |   |    |    |                                                                                           |

### Концертні альбоми
| Рік                                                                                      | Альбом                                                                              | Позиції в чартах | Позиції в чартах | Позиції в чартах | Позиції в чартах | Позиції в чартах | Позиції в чартах | Позиції в чартах | Позиції в чартах | Позиції в чартах | Позиції в чартах | Позиції в чартах | Позиції в чартах | Позиції в чартах | Позиції в чартах | Позиції в чартах | Позиції в чартах | Позиції в чартах | Позиції в чартах | Позиції в чартах | Позиції в чартах | Сертифікації                                                                            |
| Рік                                                                                      | Альбом                                                                              | Америка          | Америка          | Європа           | Європа           | Європа           | Європа           | Європа           | Європа           | Європа           | Європа           | Європа           | Європа           | Європа           | Європа           | Європа           | Європа           | Європа           | Океанія          | Океанія          | Азія             | Сертифікації                                                                            |
| Рік                                                                                      | Альбом                                                                              | CAN              | US               | UK               | GER              | AUT              | NOR              | DEN              | SWI              | BEL              | NLD              | FIN              | IRL              | SWE              | FRA              | ITA              | ESP              | POR              | AUS              | NZL              | JAP              | Сертифікації                                                                            |
| ---------------------------------------------------------------------------------------- | ----------------------------------------------------------------------------------- | ---------------- | ---------------- | ---------------- | ---------------- | ---------------- | ---------------- | ---------------- | ---------------- | ---------------- | ---------------- | ---------------- | ---------------- | ---------------- | ---------------- | ---------------- | ---------------- | ---------------- | ---------------- | ---------------- | ---------------- | --------------------------------------------------------------------------------------- |
| 1976                                                                                     | The Song Remains the Same Випущений: 28 вересня Лейбл: Swan Song Формат: CS, CD, LP | 8                | 2                | 1                | 20               | —                | 21               | —                | —                | 86               | 19               | —                | —                | 29               | —                | —                | —                | —                | —                | 6                | 10               | RIAA 4× 4 000 BPI 300 000 BVMI 100 000 SNEP 100 000                                     |
| 1997                                                                                     | BBC Sessions Випущений: 11 листопада Лейбл: Atlantic Формат: CS, CD, LP             | 30               | 12               | 23               | —                | —                | 36               | —                | —                | —                | —                | 28               | —                | 50               | 38               | —                | —                | —                | —                | 26               | 10               | RIAA 2 000 BPI 60 000                                                                   |
| 2003                                                                                     | How the West Was Won Випущений: 27 травня Лейбл: Atlantic                           | 1                | 1                | 5                | 15               | 17               | 10               | 25               | 20               | 2                | 47               | 23               | 9                | 16               | 11               | 7                | —                | —                | 10               | 13               | 3                | RIAA 1 000 CRIA 100 000 BPI 100 000                                                     |
| 2012                                                                                     | Celebration Day Випущений: 19 листопада Лейбл: Atlantic Формат: CD, DVD, Blu-ray    | 4                | 9 3 1 9 1        | 4                | 1                | 3                | 2                | 4                | 3                | 5                | 2                | 6                | 4                | 2                | 9                | 5                | 15               | 9                | 3                | 1                | 4                | BPI 100 000 CRIA 160 000 BVMI 100 000 ARIA 35 000 IFPI 20 000 RIANZ 15 000 ZPAV 100 000 |
| " — " позначає релізи, які не ввійшли в чарти, або не були видані на вказаній території. |                                                                                     |                  |                  |                  |                  |                  |                  |                  |                  |                  |                  |                  |                  |                  |                  |                  |                  |                  |                  |                  |                  |                                                                                         |

### Збірки
| 1990                                                                                     | Boxed Set Випущений: 7 вересня Лейбл: Atlantic                                     | 16 | —         | 48 | —  | —  | — | —  | —  | —  | —  | —  | —  | —  | —  | — | 46 | —  | —   | RIAA 10 000 BPI 60 000                                                    |
| 1992                                                                                     | Remasters Випущений: 15 жовтня Sello: Atlantic                                     | —  | 47        | 10 | 13 | 19 | 8 | —  | 24 | 32 | 33 | 1  | —  | 21 | 8  | — | 1  | 3  | 216 | RIAA 2 000 BPI 600 000 BVMI 200 000 18 000 10× 700 000 15 000 IFPI 10 000 |
| 1993                                                                                     | Led Zeppelin Box Set, Vol. 2 Випущений: 21 вересня Sello: Atlantic                 | 67 | 87        | 56 | —  | —  | — | —  | —  | —  | —  | —  | —  | —  | —  | — | —  | 48 | —   | 500 000                                                                   |
| 1993                                                                                     | The Complete Studio Recordings Випущений: 24 вересня Лейбл: Atlantic               | —  | —         | —  | —  | —  | — | —  | —  | —  | —  | —  | —  | —  | —  | — | —  | —  | —   | 2 000                                                                     |
| 1999                                                                                     | Early Days: Best of Led Zeppelin Volume One Випущений: 24 лютого Лейбл: Atlantic   | —  | 71 41     | —  | 71 | 23 | — | —  | 84 | —  | —  | 28 | —  | 4  | —  | — | —  | —  | 97  | 1 000 50 000 60 000                                                       |
| 2000                                                                                     | Latter Days: Best of Led Zeppelin Volume Two Випущений: 21 березня Лейбл: Atlantic | —  | 81        | 40 | —  | —  | — | —  | —  | —  | —  | —  | —  | —  | —  | — | —  | —  | —   | —                                                                         |
| 2002                                                                                     | Early Days & Latter Days Випущений: 19 листопада Лейбл: Atlantic                   | —  | 114 13    | 11 | 96 | —  | — | —  | —  | —  | —  | 40 | 13 | —  | —  | — | —  | 17 | 62  | 1 000 600 000                                                             |
| 2007                                                                                     | Mothership Випущений: 12 листопада Лейбл: Atlantic                                 | 7  | 7 2 1 2 3 | 4  | 4  | 4  | 1 | 15 | 5  | 12 | 15 | 10 | 3  | 17 | 12 | 9 | 8  | 1  | 7   | 2 000 300 000 600 000 200 000 35 000 70 000 15 000 10 000 15 000          |
| 2008                                                                                     | Definitive Collection Випущений: 4 листопада Лейбл: Atlantic                       | —  | —         | —  | —  | —  | — | —  | —  | —  | —  | —  | —  | —  | —  | — | —  | —  | 23  | —                                                                         |
| " — " позначає релізи, які не ввійшли в чарти, або не були видані на вказаній території. |                                                                                    |    |           |    |    |    |   |    |    |    |    |    |    |    |    |   |    |    |     |                                                                           |

## Сингли
| Рік                                                                                      | Сингл                                                          | Найвищі позиції в чартах | Найвищі позиції в чартах | Найвищі позиції в чартах | Найвищі позиції в чартах | Найвищі позиції в чартах | Найвищі позиції в чартах | Найвищі позиції в чартах | Найвищі позиції в чартах | Найвищі позиції в чартах | Найвищі позиції в чартах | Найвищі позиції в чартах | Сертифікації   |                |                |                |                |
| Рік                                                                                      | Сингл                                                          | Америка                  | Америка                  | Америка                  | Європа                   | Європа                   | Європа                   | Європа                   | Європа                   | Європа                   | Океанія                  | Океанія                  | Сертифікації   |                |                |                |                |
| Рік                                                                                      | Сингл                                                          | CAN                      | US                       | Main. Rock               | GER                      | [ 5 ]                    | NLD                      | AUT                      | SWI                      | FRA                      | AUS                      | [ 21 ]                   | Сертифікації   |                |                |                |                |
| Led Zeppelin I                                                                           | Led Zeppelin I                                                 | Led Zeppelin I           | Led Zeppelin I           | Led Zeppelin I           | Led Zeppelin I           | Led Zeppelin I           | Led Zeppelin I           | Led Zeppelin I           | Led Zeppelin I           | Led Zeppelin I           | Led Zeppelin I           | Led Zeppelin I           | Led Zeppelin I | Led Zeppelin I | Led Zeppelin I | Led Zeppelin I | Led Zeppelin I |
| ---------------------------------------------------------------------------------------- | -------------------------------------------------------------- | ------------------------ | ------------------------ | ------------------------ | ------------------------ | ------------------------ | ------------------------ | ------------------------ | ------------------------ | ------------------------ | ------------------------ | ------------------------ | -------------- | -------------- | -------------- | -------------- | -------------- |
| 1969                                                                                     | «Good Times Bad Times»                                         | 64                       | 80                       | —                        | —                        | —                        | 17                       | —                        | —                        | —                        | —                        | —                        | —              |                |                |                |                |
| Led Zeppelin II                                                                          |                                                                |                          |                          |                          |                          |                          |                          |                          |                          |                          |                          |                          |                |                |                |                |                |
| 1969                                                                                     | «Whole Lotta Love» / «Living Loving Maid (She's Just a Woman)» | 2 —                      | 4 65                     | —                        | 1 —                      | —                        | 5 —                      | 3 —                      | 5 —                      | —                        | 1 —                      | 4 —                      | 1 000          |                |                |                |                |
| Led Zeppelin III                                                                         |                                                                |                          |                          |                          |                          |                          |                          |                          |                          |                          |                          |                          |                |                |                |                |                |
| 1970                                                                                     | «Immigrant Song»                                               | 4                        | 16                       | —                        | 6                        | —                        | 9                        | 13                       | 4                        | —                        | 16                       | 4                        | —              |                |                |                |                |
| Led Zeppelin IV                                                                          |                                                                |                          |                          |                          |                          |                          |                          |                          |                          |                          |                          |                          |                |                |                |                |                |
| 1971                                                                                     | «Black Dog»                                                    | 11                       | 15                       | —                        | 22                       | —                        | 20                       | —                        | 6                        | 18                       | 9                        | 10                       | —              |                |                |                |                |
| 1972                                                                                     | «Rock and Roll»                                                | 38                       | 47                       | —                        | 13                       | —                        | —                        | —                        | —                        | —                        | —                        | —                        | —              |                |                |                |                |
| Houses of the Holy                                                                       |                                                                |                          |                          |                          |                          |                          |                          |                          |                          |                          |                          |                          |                |                |                |                |                |
| 1973                                                                                     | «Over the Hills and Far Away»                                  | 63                       | 51                       | —                        | —                        | —                        | —                        | —                        | —                        | —                        | —                        | —                        | —              |                |                |                |                |
| 1973                                                                                     | «D'yer Mak'er»                                                 | 24                       | 20                       | —                        | —                        | —                        | —                        | —                        | —                        | —                        | —                        | —                        | —              |                |                |                |                |
| 1973                                                                                     | «The Ocean»                                                    | —                        | —                        | —                        | 8                        | —                        | —                        | —                        | —                        | —                        | —                        | —                        | —              |                |                |                |                |
| Physical Graffiti                                                                        |                                                                |                          |                          |                          |                          |                          |                          |                          |                          |                          |                          |                          |                |                |                |                |                |
| 1975                                                                                     | «Trampled Under Foot»                                          | 41                       | 38                       | —                        | —                        | —                        | —                        | —                        | —                        | —                        | —                        | —                        | —              |                |                |                |                |
| Presence                                                                                 |                                                                |                          |                          |                          |                          |                          |                          |                          |                          |                          |                          |                          |                |                |                |                |                |
| 1976                                                                                     | «Candy Store Rock»                                             | —                        | —                        | —                        | —                        | —                        | —                        | —                        | —                        | —                        | —                        | —                        | —              |                |                |                |                |
| In Through the Out Door                                                                  |                                                                |                          |                          |                          |                          |                          |                          |                          |                          |                          |                          |                          |                |                |                |                |                |
| 1979                                                                                     | «Fool in the Rain»                                             | 12                       | 21                       | —                        | —                        | —                        | —                        | —                        | —                        | —                        | —                        | 44                       | —              |                |                |                |                |
| Remasters                                                                                |                                                                |                          |                          |                          |                          |                          |                          |                          |                          |                          |                          |                          |                |                |                |                |                |
| 1990                                                                                     | «Travelling Riverside Blues»                                   | 57                       | —                        | 7                        | —                        | —                        | —                        | —                        | —                        | —                        | —                        | —                        | —              |                |                |                |                |
| Led Zeppelin Box Set, Vol. 2                                                             |                                                                |                          |                          |                          |                          |                          |                          |                          |                          |                          |                          |                          |                |                |                |                |                |
| 1993                                                                                     | «Baby Come On Home»                                            | 66                       | —                        | 4                        | —                        | —                        | —                        | —                        | —                        | —                        | —                        | —                        | —              |                |                |                |                |
| BBC Sessions                                                                             |                                                                |                          |                          |                          |                          |                          |                          |                          |                          |                          |                          |                          |                |                |                |                |                |
| 1997                                                                                     | «Whole Lotta Love»(Перевидання)                                | —                        | —                        | —                        | —                        | 21                       | —                        | —                        | —                        | —                        | —                        | —                        | —              |                |                |                |                |
| 1997                                                                                     | «The Girl I Love She Got Long Black Wavy Hair»                 | 49                       | —                        | 4                        | —                        | —                        | —                        | —                        | —                        | —                        | —                        | —                        | —              |                |                |                |                |
| " — " позначає релізи, які не ввійшли в чарти, або не були видані на вказаній території. |                                                                |                          |                          |                          |                          |                          |                          |                          |                          |                          |                          |                          |                |                |                |                |                |

## Інші пісні в чартах
| 1982 | «Darlene»    | 4  |
| 1982 | «Ozone Baby» | 14 |
| 1982 | «Poor Tom»   | 18 |

## Цифрові завантаження
| Рік                                            | Пісня                | Найвищі позиції в чартах | Найвищі позиції в чартах | Найвищі позиції в чартах | Найвищі позиції в чартах | Найвищі позиції в чартах | Найвищі позиції в чартах | Найвищі позиції в чартах | Найвищі позиції в чартах | Найвищі позиції в чартах | Найвищі позиції в чартах |            |            |            |            |            |            |
| Рік                                            | Пісня                | Америка                  | Америка                  | Європа                   | Європа                   | Європа                   | Європа                   | Європа                   | Європа                   | Європа                   | Океанія                  |            |            |            |            |            |            |
| Рік                                            | Пісня                | [ 4 ]                    | Digit.                   | [ 14 ]                   | [ 129 ]                  | [ 66 ]                   | [ 16 ]                   | [ 17 ]                   | [ 20 ]                   | [ 69 ]                   | [ 21 ]                   |            |            |            |            |            |            |
| Mothership                                     | Mothership           | Mothership               | Mothership               | Mothership               | Mothership               | Mothership               | Mothership               | Mothership               | Mothership               | Mothership               | Mothership               | Mothership | Mothership | Mothership | Mothership | Mothership | Mothership |
| ---------------------------------------------- | -------------------- | ------------------------ | ------------------------ | ------------------------ | ------------------------ | ------------------------ | ------------------------ | ------------------------ | ------------------------ | ------------------------ | ------------------------ | ---------- | ---------- | ---------- | ---------- | ---------- | ---------- |
| 2007                                           | «Whole Lotta Love»   | —                        | —                        | —                        | 64                       | 57                       | —                        | —                        | —                        | —                        | —                        |            |            |            |            |            |            |
| 2007                                           | «Immigrant Song»     | —                        | —                        | —                        | 109                      | —                        | —                        | —                        | —                        | —                        | —                        |            |            |            |            |            |            |
| 2007                                           | «Black Dog»          | —                        | —                        | —                        | 119                      | —                        | —                        | —                        | —                        | —                        | —                        |            |            |            |            |            |            |
| 2007                                           | «Stairway to Heaven» | 17                       | 30                       | 15                       | 37                       | 17                       | 5                        | 57                       | 24                       | 126                      | 13                       |            |            |            |            |            |            |
| 2007                                           | «Kashmir»            | —                        | —                        | 80                       | 64                       | —                        | —                        | —                        | —                        | —                        | —                        |            |            |            |            |            |            |
| 2007                                           | «Ramble On»          | —                        | —                        | —                        | —                        | —                        | —                        | —                        | —                        | —                        | —                        |            |            |            |            |            |            |
| 2007                                           | «Fool in the Rain»   | —                        | —                        | —                        | —                        | —                        | —                        | —                        | —                        | —                        | —                        |            |            |            |            |            |            |
| " — " позначає релізи, які не ввійшли в чарти. |                      |                          |                          |                          |                          |                          |                          |                          |                          |                          |                          |            |            |            |            |            |            |

## Відео-альбоми
| 1976                                                                                    | The Song Remains the Same Випущений: 20 жовтня Студія: Warner Bros. Формат: VHS, DVD, Blu-ray | — | — | — | 2 | —  | 3 | — | — | — | 24 | 1 | — | 65 | 12 | — | 10 | —                                      |
| 2003                                                                                    | Led Zeppelin DVD Випущений: 26 травня Студія: Atlantic Формат: DVD                            | 1 | 1 | 1 | 1 | 1  | 1 | 5 | 1 | 1 | 2  | 8 | 1 | 18 | —  | 1 | 1  | 13× 1 000 2× 200 000 7× 105 000 10 000 |
| 2012                                                                                    | Celebration Day Випущений: 19 листопада Студія: Atlantic Формат: DVD, Blu-ray                 | — | — | — | — | 10 | — | — | — | 2 | 8  | — | 1 | 1  | —  | — | —  | —                                      |
| " — " позначає релізи, які не ввійшли в чарти або не були видані на вказаній території. |                                                                                               |   |   |   |   |    |   |   |   |   |    |   |   |    |    |   |    |                                        |